# Franz Dinnendahl
Franz Dinnendahl, né le 20 août 1775 à Horst (Essen) et mort le 15 août 1826  dans la même ville, est un ingénieur allemand qui a construit la première machine à vapeur dans la région de la Ruhr en 1803.

## Biographie
Il est le frère de Johann Dinnendahl.